# Wear My Hat
Wear My Hat is een nummer van de Britse muzikant Phil Collins uit 1997. Het is de vierde single van zijn zesde soloalbum Dance into the Light.
"Wear My Hat" is een vrolijk popnummer met invloeden uit de wereldmuziek. Collins zei in een interview dat het nummer en de bijbehorende videoclip gaan over de druk van roem en hoe sommige fans geobsedeerd raken door hun favoriete sterren. Het nummer werd een kleine hit in het Verenigd Koninkrijk, waar het de 43e positie bereikte. In Nederland had de plaat minder succes met een 90e positie in de Single Top 100.

## Tracklijst
- Cd-single

1. "Wear My Hat" – 4:44
2. "Wear My Hat" (Edited Hat Dance Mix) – 4:57
3. "Wear My Hat" (Hat Dance Mix) – 9:09
4. "Wear My Hat" (Wear My Dub) – 6:40